# Робін Міллер
Робін Чарльз Міллер (народився 6 серпня, 1966, Даллас, Техас, США) — співзасновник Cyan Worlds (спочатку Cyan) разом з братом Рендом Міллером. Після випуску декількох пригодницьких «ігор-світів» для дітей, брати добилися успіху з комп'ютерною грою Myst, яка досі залишається найбільш продаваною грою 1990-х. Брати також зіграли в Myst головні ролі: Робін в ролі Сиррус та Ренд в ролі Акенара та Атруса. 
Після завершення Riven, сіквела Myst, пропрацювавши протягом десяти років в індустрії комп'ютерних ігор, Міллер покинув Cyan, щоб зайнятися проектами, не пов'язаними з іграми. З цією метою Робін заснував невелику виробничу компанію Land of Point. 
Робін відомий за його внесок в області розробки та дизайну, особливо в області візуального дизайну — зовнішній вигляд світів Myst та Riven. Річард Вандер Вейде, співдиректор та співдизайнер Riven, також відповідав за мистецтво візуального мови цього світу. 
Працюючи в Cyan, Робін написав саундтреки для Myst та Riven. Зовсім недавно він працював над музичним проектом «АМБО» з Кітом Муром. Син Робіна Алекс Міллер також є активним музикантом. Він випустив композицію під назвою «Rabbit and Poe» під лейблом PopGroupe.

## Дискографія
Як композитор: 
- Myst: Soundtrack (1995)
- Riven: Soundtrack (1998)

Як учасник проекту АМБО: 
- «1000 років і 1 день» (2005)